# 黄色い救急車
黄色い救急車（きいろいきゅうきゅうしゃ）とは、「きちがいを精神科病院に連れていく」 という都市伝説（うわさ話）に出てくる、黄色の塗装をした日本の救急車のことで、一部の人々の間で知られているという都市伝説の一つである。イエロー・ピーポーとも呼ばれる。
自身のウェブサイトで、この話について調査した精神科医の風野春樹は、「黄色」という色や「救急車」という点は事実ではないが、『ある日突然、患者搬送車が患者宅に乗りつけて患者を拉致していく』という部分は真実である、と述べている。しかし、実際にやって来るのは、患者の家族や精神科病院が依頼した警備員である。
うわさ話に関することではなく、実際に存在する制度についての詳細は「医療保護入院」の移送制度（2号）の項目を参照。

## 内容
うわさ話の内容としては「（怪我や身体的な病気では白い救急車が来るところだが、）精神疾患患者の所には“黄色い救急車”が来て、病院に連れて行かれる」、というものである。地方によっては、それらのうわさ話の中に出てくる“救急車”の色は緑であることも黄色についで多く、この場合「グリーン・ピーポー」と言っているという。場合によっては青であったり、紫であったりする。
また、“黄色い救急車”を呼ぶため関係機関に「通報した者は金銭が貰える」という脚色が付け加わることもある。報酬金額は、3,000円から5,000円程度とされる。
さらに、この“救急車”の逸話とは別に、精神病院のことを「赤い屋根」と呼んでいた地域もある。精神科の閉鎖病棟を「鉄格子付きの病院」と表現することもある。
風野の調査に対して寄せられた「“救急車”から屈強な男が現れて、おかしな人を連れ去ることを、本当だと思っていた」という感想に対しては、上述のように（救急車であるという点を除いて）、実際の話であると指摘している。2008年（平成20年）にも、精神科を受診したこともないのに、家に男が押し入り精神科病院に拉致され、刑務所の独房のような保護室に鍵をかけ、医療保護入院扱いという出来事があった。

## 噂話のあった地域
噂話のあった地域は、日本各地にまたがっている。400人以上のインターネットによる回答からは、緑であるとする地域も、東北地方と九州といったように、散発的に得られている。

## 噂話の発祥時期
“黄色い救急車”について調査した風野春樹の子供時代、すなわち1970年代半ばには、このような噂話は既に存在していた。

## 小説における描写
いくつかの小説が、“黄色い救急車”を登場させている。特に1973年の小説である井上光晴の「動物墓地」では、時々ケロリとして嘘をつくお手伝いさんが、精神病院へ患者を運ぶ救急車が黄色であることを教えてくれたという話がある。この「動物墓地」は翌年にかけて違う書籍にて3回も出版されている。
2004年の桜庭一樹の『推定少女』では、山の麓にある精神病院からは“黄色い救急車”が降りてきて、連れていかれるとどこも悪くないのに出てこられない、という描写も加わっている。この尾ひれの部分については、日本において異常に長期入院者が多い社会的入院という実際の話であり、1960年代に民間の精神科病院の乱立によって、入院した人々が高齢で病棟で死亡し病床が空くため、病院経営の問題が生じている。

## 考察
救急車が登場したのは1931年（昭和6年）10月、神奈川県横浜市においてであり、法令化され119番で呼べるようになったのは1963年（昭和38年）である。そもそも、救急車の色は法令（道路運送車両の保安基準）で、白と規定されている。
個人サイトで“黄色い救急車”に関する調査を行なった風野春樹をはじめ、多くの精神科医が「黄色の救急車で患者が搬送されるところは見たことが無い」 と証言している。民間の患者搬送車で緊急走行は出来ないので、仮に搬送車の塗色を黄色とする業者があったとしても「救急車」という点に矛盾が生じる。ちなみに、茶緑色（オリーブドラブ色）の救急車  は陸上・海上自衛隊に、紺色の救急車は航空自衛隊に存在する 。

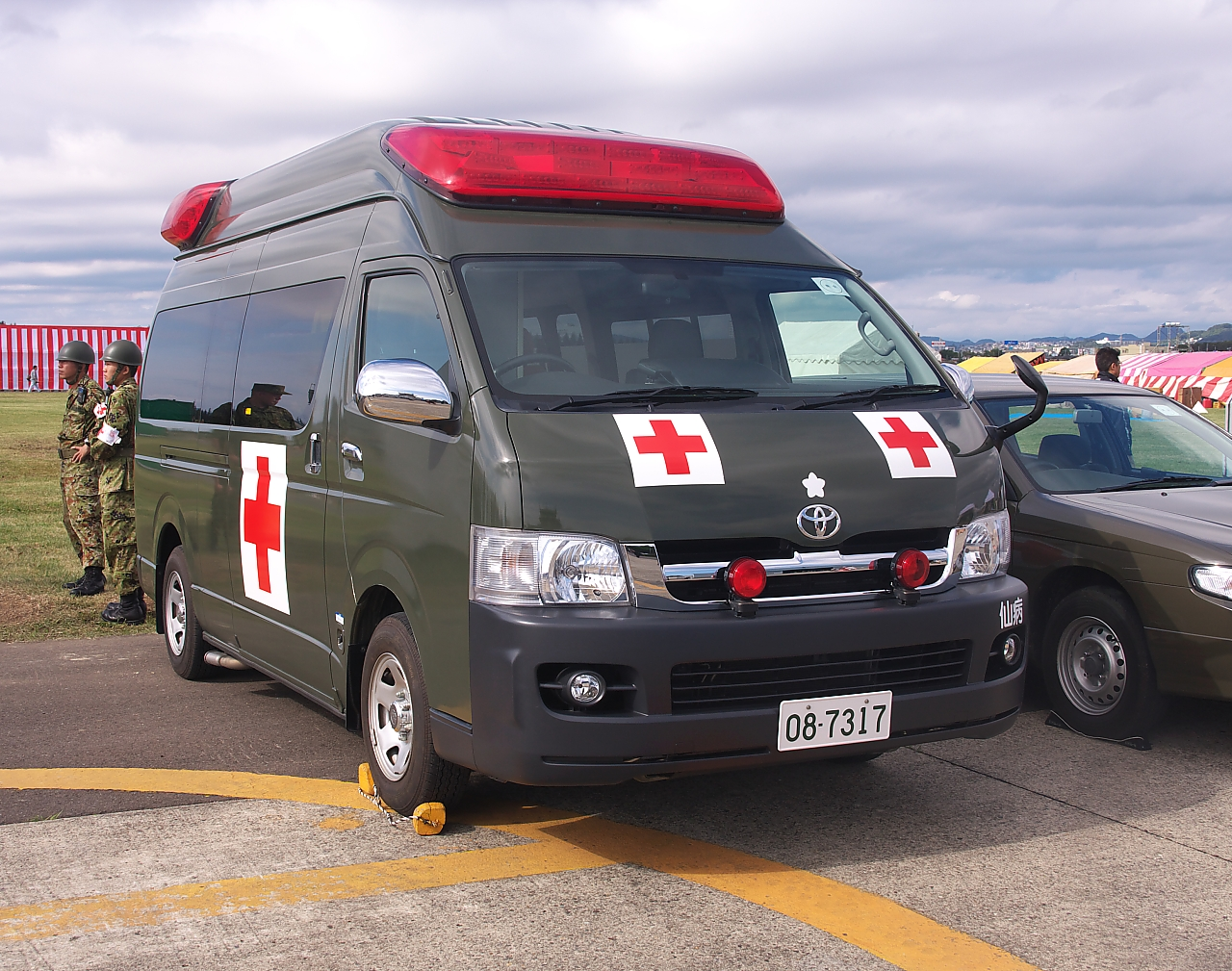
陸上自衛隊 2B型トヨタ救急車 （OD色）
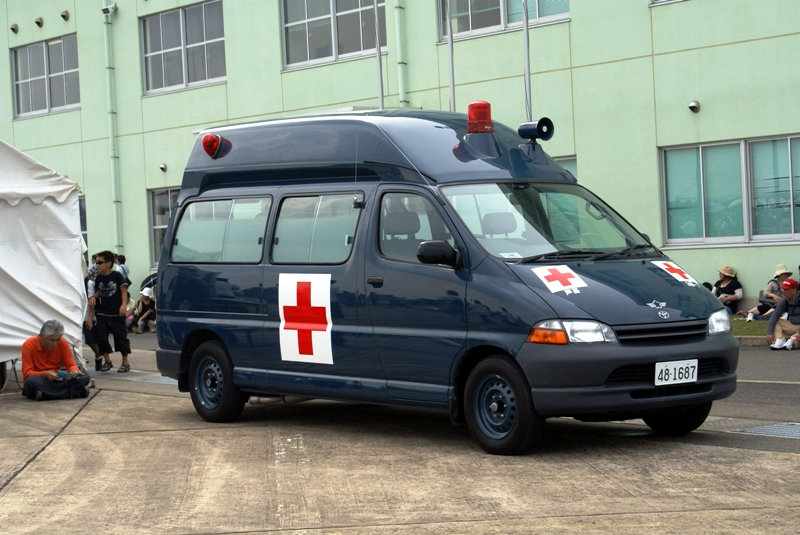
航空自衛隊 2B型トヨタ救急車 （紺色）

他の多くの都市伝説と同様、この噂が生まれた経緯や由来は明らかになっておらず、諸説がある。
- 映画『危いことなら銭になる』（1962年）の中で、主人公（演：宍戸錠）が、黄色い車を宣伝カーにし東京精神病院を名乗って患者が逃走したとの虚偽の広報をする場面があり、この映画上映以降に伝説が広がったとする意見がある。ただし前述の風野がこの映画を観た限りでは、主人公が乗った車はチキンラーメンの広告のあるバンであり、その場面の重要性自体も低いため、この映画が噂の元とは考えにくいとしている[2]。
- ドクターイエローと呼ばれる、線路や、架線の点検を行う黄色い新幹線列車がある。しかし、ドクターイエローが使われはじめたのは、東海道新幹線開業の1964年であり、黄色い救急車の噂が流れはじめた時期[いつ?]よりも、少し後である。[独自研究?]

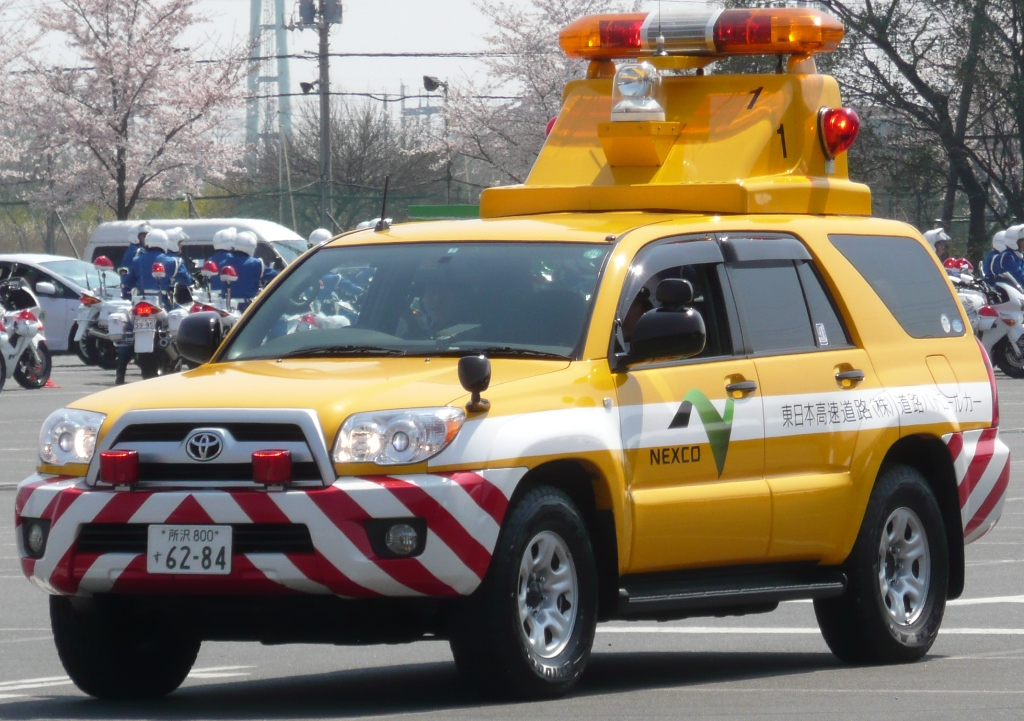
NEXCO東日本の
道路パトロールカー

- 高速道路や国道の巡回に使われている道路パトロールカー（黄色に白帯という塗装で、黄色または赤色の回転灯が取り付けてある）や、一部の電力会社やガス会社の緊急車両に黄色の塗色でパトランプを備えているものがあるため、これらを目にした子供たちが誤解して「噂は本当」と信じ込んだことも考えられる。緊急自動車には定められたもの以外にもさまざまな塗色が存在するため、地方によって伝説で語られる色の差異がここから生じたということも考えられる。[独自研究?]
- 精神病患者を罵倒して「きちがい」と表現することがあり、その隠語として「キ印」と呼ぶことから「キ」と「黄」によりこの伝説が生まれたと考えられる。[独自研究?]

## 日本国外での事例

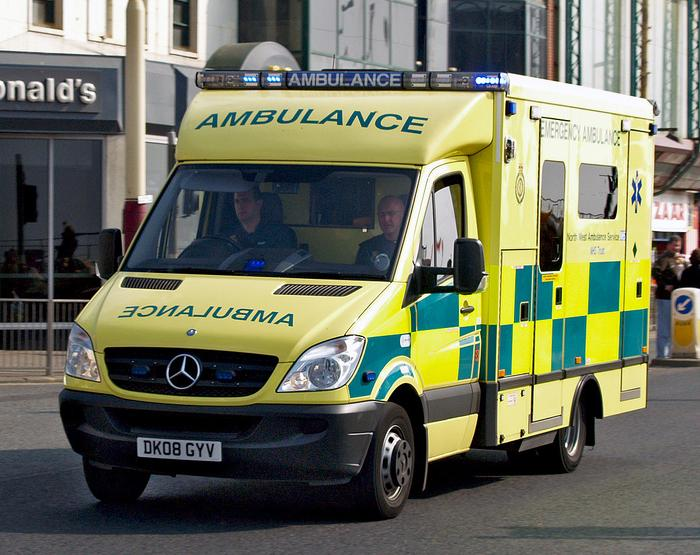
イギリスの救急車
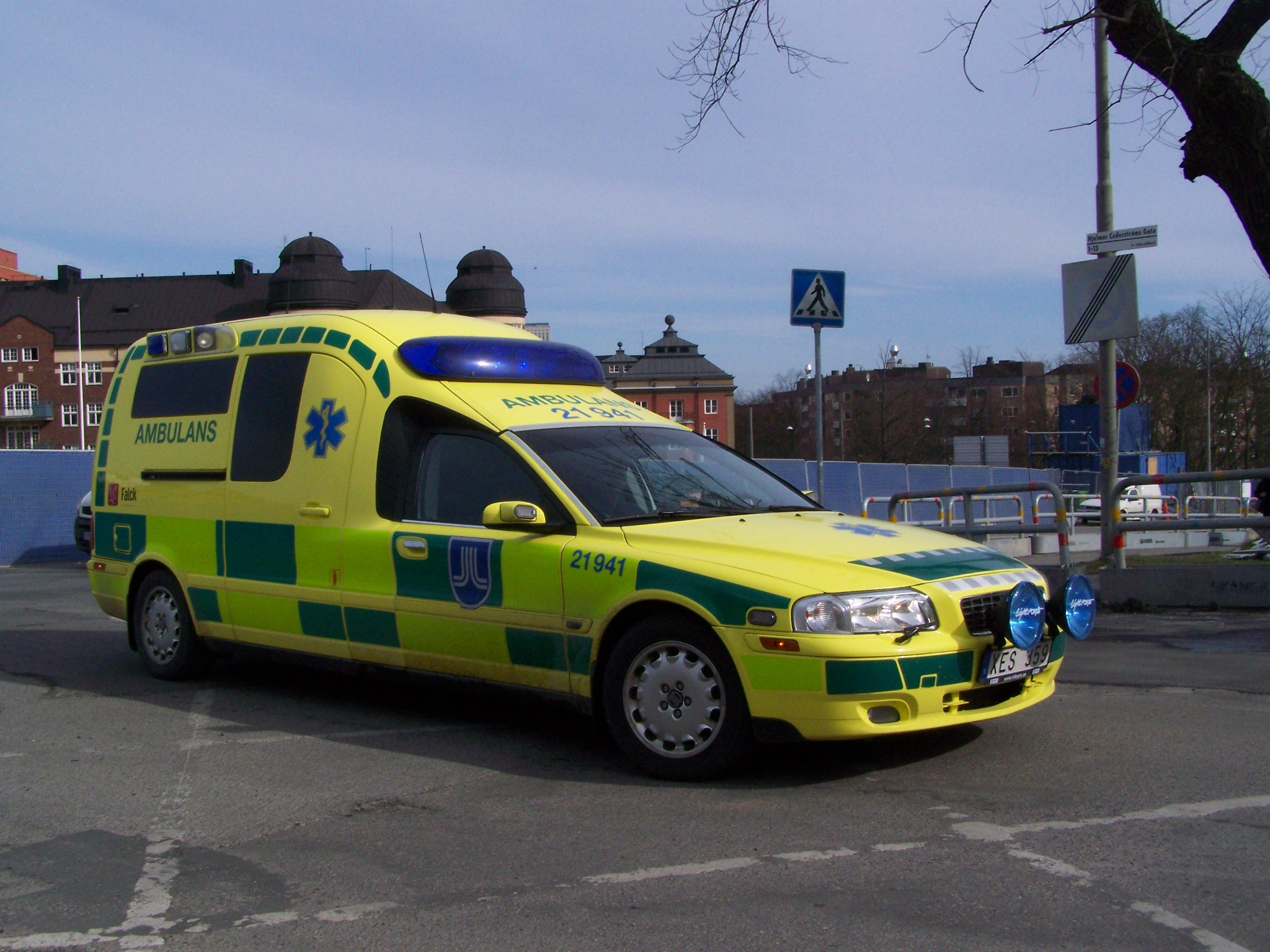
スウェーデンの黄色い救急車
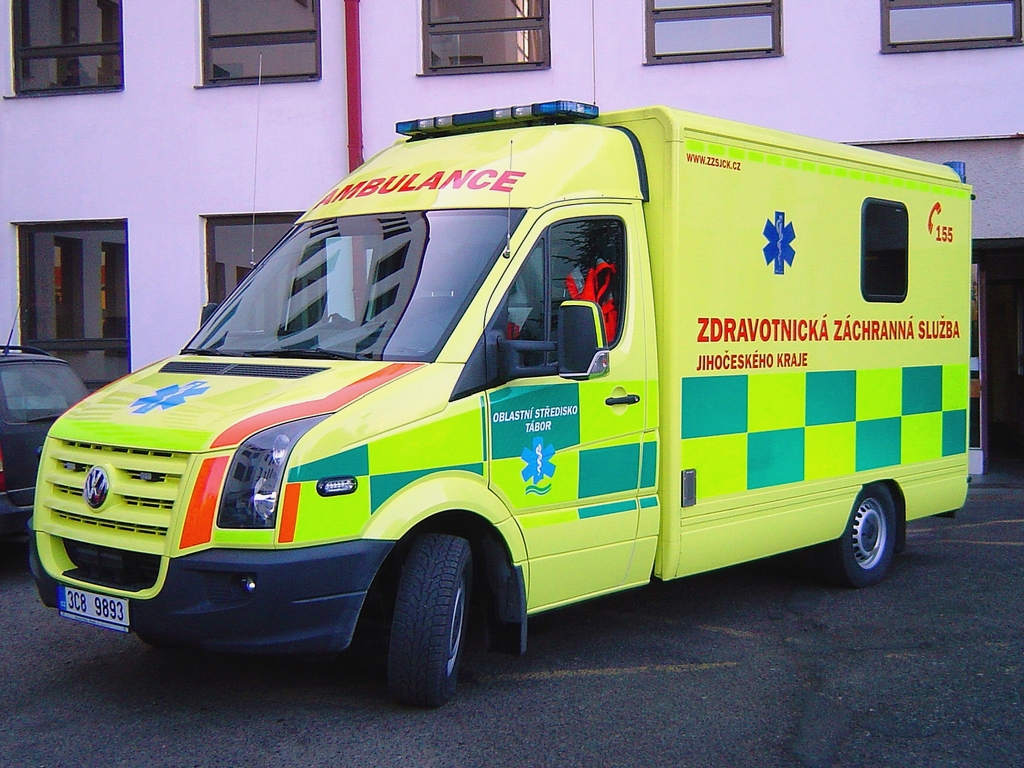
チェコの救急車
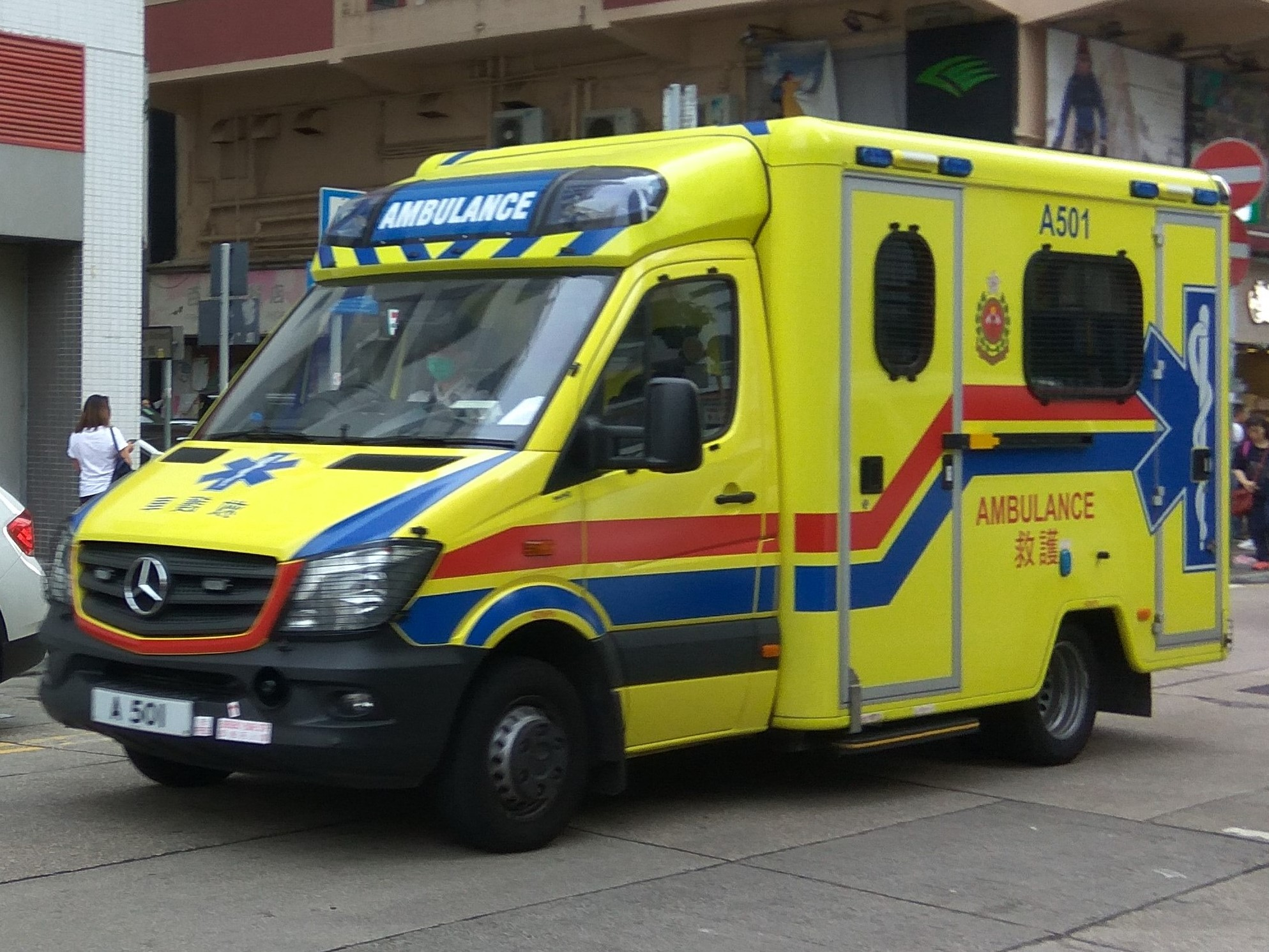
香港の救急車

救急車の色は国によってさまざまで、オーストリアやスウェーデンのように救急車が黄色い国もあるが、この都市伝説と無関係である。イギリスでは月狂条例という法律を根拠として精神異常者を強制的に連行して入院させる制度があるが、この時に連行して行くのは警察であり、救急車に乗せるわけではない。